# Tre pepparkaksgubbar
Tre pepparkaksgubbar (in svedese "tre omini di pan di zenzero") è una canzone natalizia svedese del 1913 composta da Alice Tegnér e con testo di Astrid Forsell-Gullstrand.
La canzone parla di tre omini di pan di zenzero con due ribes al posto degli occhi che dicono di provenire da Pepparkakeland (ovvero la "Terra del pan di zenzero"). 
Durante la festa di Santa Lucia Tre pepparkaksgubbar viene cantata da bambini vestiti come gli omini del testo.

## Storia
Tre pepparkaksgubbar venne originariamente pubblicata nel 1913 nel sesto volume di canzonieri Sjung med oss, mamma! di Tegnér e su Bärina Hallonhätta di Gullstrand. Una delle primissime versioni su disco della canzone fu registrata a Solna da un coro femminile nel mese di aprile del 1931 e pubblicata nel mese di novembre dello stesso anno. Un'altra versione di Tre pepparkaksgubbar interpretata da Ingela "Pling" Forsman, Mona Wessman e Peter Himmelstrand è contenuta su Nu ska vi sjunga. Vol. 2 (1975). L'album Chiquitico mio (1988) di Maria Llerena contiene una variante di Tre pepparkaksgubbar  cantata in spagnolo e intitolata Tres viejos del paiz de los bizchochos.